# Mellicta hisopa
Mellicta hisopa är en fjärilsart som beskrevs av De Selys 1837. Mellicta hisopa ingår i släktet Mellicta och familjen praktfjärilar. Inga underarter finns listade i Catalogue of Life.